# Kiến trúc Gothic
| Lịch sử kiến trúc phương Tây |
| Kiến trúc thời kì đồ đá      |
| Kiến trúc Ai Cập cổ đại      |
| Kiến trúc Lưỡng Hà           |
| Kiến trúc cổ điển            |
| Kiến trúc Hy Lạp cổ đại      |
| Kiến trúc La Mã cổ đại       |
| Kiến trúc thời Trung Cổ      |
| Kiến trúc Byzantine          |
| Kiến trúc Romanesque         |
| Kiến trúc Gothic             |
| Kiến trúc Phục Hưng          |
| Kiến trúc Baroque            |
| Kiến trúc Rococo             |
| Kiến trúc Tân cổ điển        |
| Kiến trúc hiện đại           |
| Kiến trúc hậu hiện đại       |
|                              |
| Các mục từ                   |

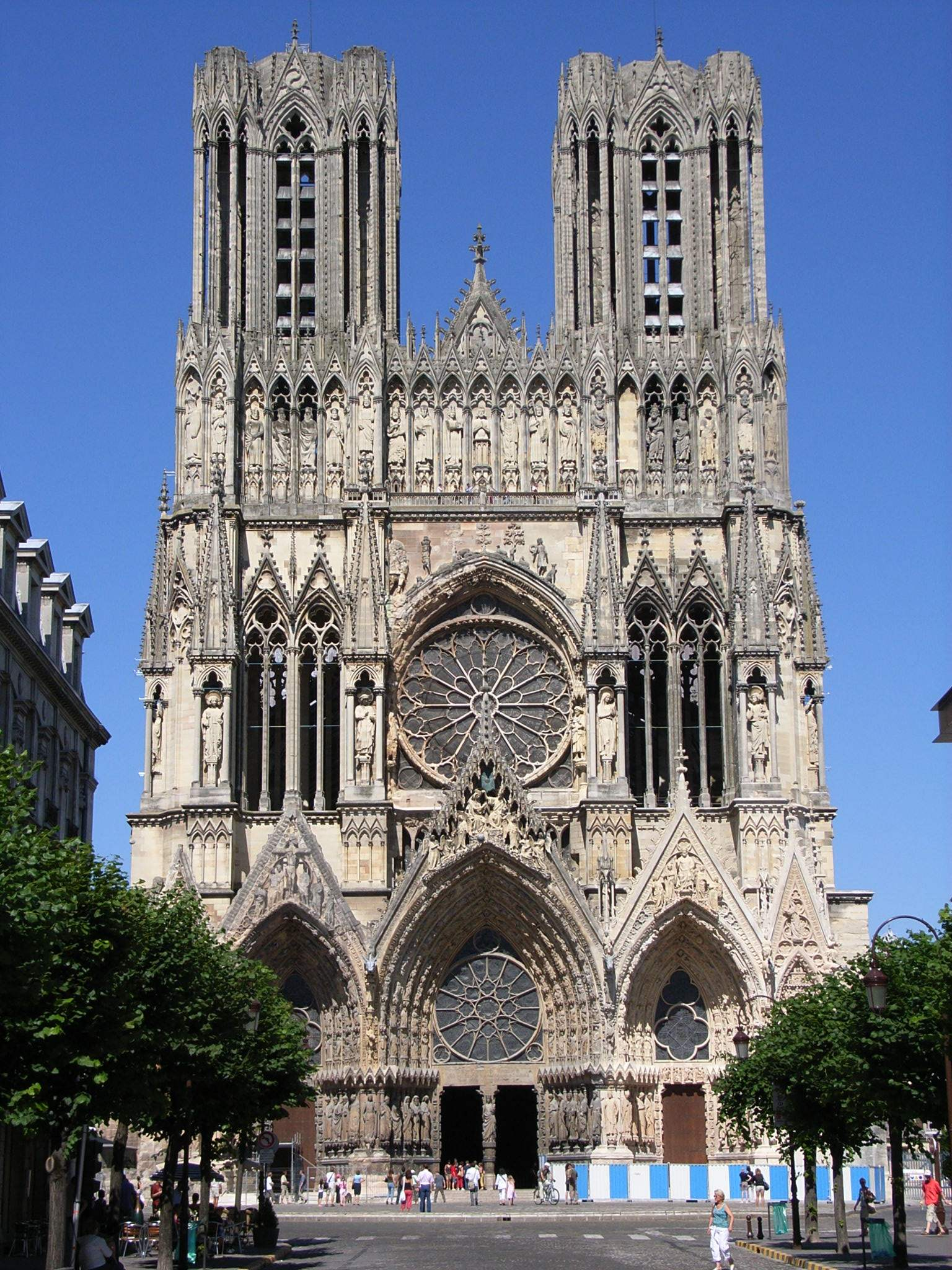
Nhà thờ chính tòa Đức Bà Reims, một thí dụ đặc sắc của kiến trúc Gothic Pháp

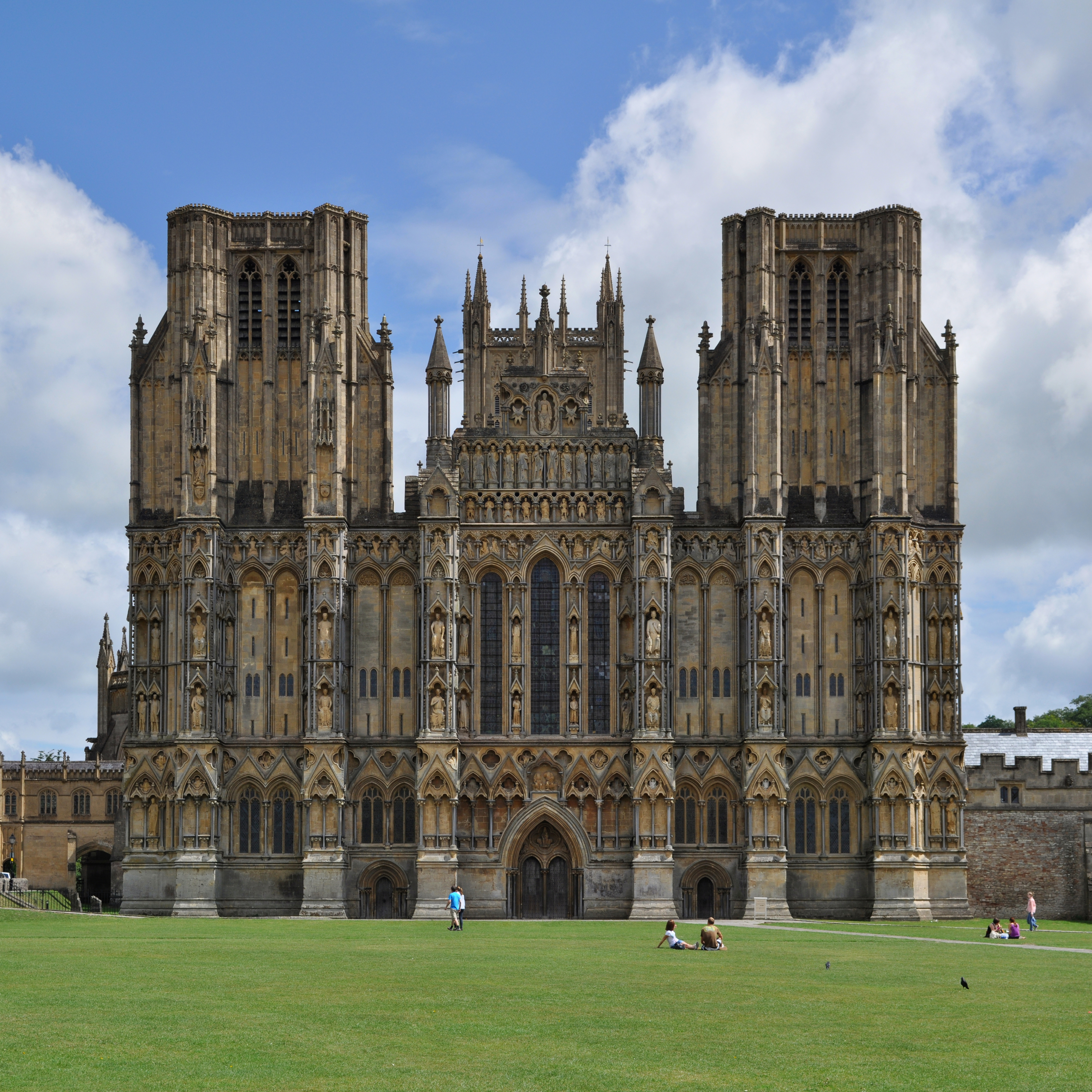
Mặt phía Tây của Nhà thờ chính tòa Wells, khoảng 1260

Kiến trúc Gothic (hay Gothique, Gô-tích) ra đời sau thời kì kiến trúc Romanesque. Khoảng năm 1200, người châu Âu bắt đầu xây nhà thờ và cung điện theo kiểu kiến trúc Gothic. Sự khác biệt dễ dàng nhận thấy nhất giữa hai lối kiến trúc Trung cổ này là trong khi kiến trúc Romanesque theo kiểu vòm cong tròn thì kiến trúc Gothic lại theo kiểu vòm nhọn. Kiến trúc Gothic có cửa sổ nhiều hơn và kích thước cửa sổ cũng lớn hơn kiến trúc Romanesque.
Kiến trúc Gothic (hay francigenum opus) là một phong cách kiến trúc bắt đầu phát triển từ nửa sau thời Trung cổ ở Tây Âu và thịnh hành cho đến tận cuối thế kỷ 16.
Kiến trúc Gothic được thể hiện rõ rệt nhất và đẹp nhất trong các nhà thờ lớn, trong các thánh đường và một số các công trình dân dụng. Nhiều mẫu kiến trúc nhà thờ còn lại đến ngày nay mà trong số chúng, ngay những công trình nhỏ nhất cũng mang vẻ đẹp đặc trưng phần vì không có hai công trình kiến trúc Gothic nào lại giống hệt nhau. Rất nhiều những công trình lớn là những kiệt tác kiến trúc vô giá được UNESCO công nhận là Di sản văn hóa thế giới.
Thời kỳ phục hưng của kiến trúc Gothic bắt đầu từ giữa thế kỷ 18 ở Anh và lan rộng khắp Châu Âu trong suốt thế kỷ 19, sau đó vẫn ảnh hưởng rất mạnh trong các kiến trúc về nhà thờ và các trường đại học cho đến tận thế kỷ 20.

## Thuật ngữ Gothic
Những người Ý thời Phục hưng đã gọi Gotico là "Gothic". Phong cách này ban đầu được lấy tên là Francigenum Opus, dịch nôm na là "công trình của người Pháp", có nghĩa là "phương pháp xây dựng tại vùng Île-de-France". Thuật ngữ "Gothic" ban đầu được sử dụng theo nghĩa xấu. Từ này xuất phát từ tên gọi những người Goth, loại người mà theo người La Mã là những kẻ "mọi rợ". Vậy là kiến trúc Gothic, theo những người Ý ở giai đoạn Phục hưng, là tác phẩm của những kẻ mọi rợ, bởi nó là kết quả của sự đoạn tuyệt với những kỹ thuật và quan niệm thẩm mĩ Hy Lạp-La Mã.
Phần lớn những nhà khảo cổ và những sử gia nghệ thuật đều bác bỏ nhận định này và chỉ ra rằng đối với kiến trúc Romanesque trước đó, kiến trúc Gothic là một sự phát triển thêm lên hơn là một sự đoạn tuyệt.

## Thẩm mỹ

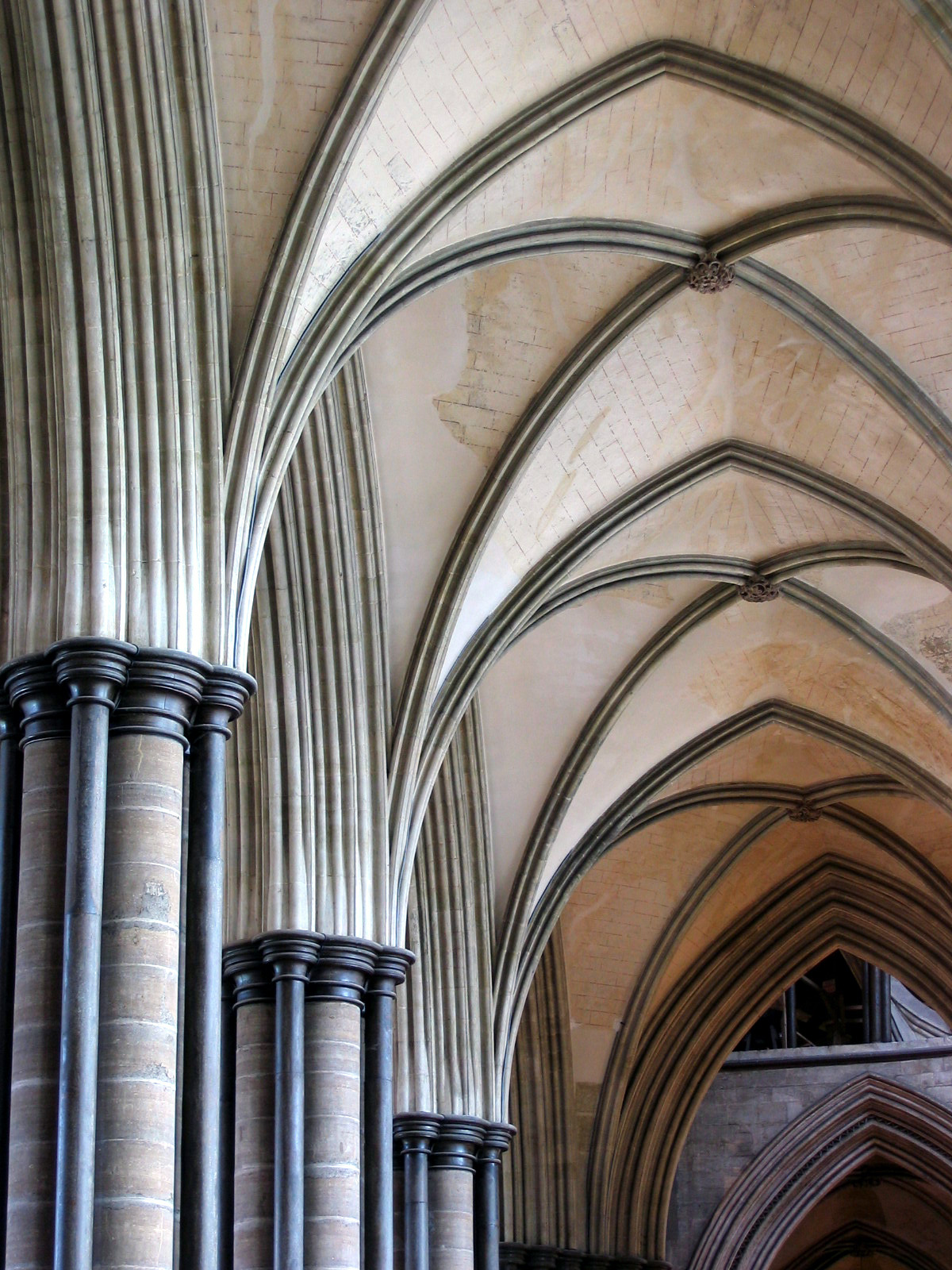
Kiến trúc vòm trong nhà thờ Salisbury

Dù kiến trúc Gothic được nhận biết phổ biến nhất bằng việc sử dụng các mái vòm vuốt nhọn ("hình cung nhọn" theo lời những người buôn đồ cổ) nhưng người ta vẫn không thể cô đọng những nét kiến trúc cụ thể của nó; giống như mọi phong cách khác, đều mang những đặc trưng riêng về kỹ thuật.
Kiến trúc Gothic khác với kiến trúc Romanesque ở việc không sử dụng các vòm bán nguyệt, thay vào đó là nhấn mạnh tính logic và ý nghĩa của các vòm cung nhọn.
Dạng vòm cung nhọn và cung nhọn cắt nhau trên thực tế đã được sử dụng trước cả sự xuất hiện của những tòa kiến trúc Gothic đầu tiên.
Rất nhiều những phương pháp xây dựng cũng như trang trí đã được sử dụng. Sự xen kẽ của những cột trụ lớn-nhỏ tạo nên nhịp cho chính đường và làm tăng ấn tượng về chiều dài, chiều ngang. Sự tương ứng giữa chiều cao và chiều rộng của chính đường có thể làm tăng cũng như giảm cảm giác về độ cao của đỉnh vòm. Hình dạng các cột, cách trang trí đỉnh cột, tỉ lệ giữa các tầng (vòm lượn lớn; hành lang phía trên, chạy quanh chính đường – triforium; cửa sổ cao),...đều tham gia vào yếu tố thẩm mĩ của kiến trúc Gothic:
- Chiều cao (nhà thờ Saint-Pierre ở Beauvais)
- Xen kẽ giữa khoảng trống và yếu tố kiến trúc (nhà thờ Đức bà Laon – Notre-Dame de Laon)
- Sự hợp nhất về không gian (nhà thờ Saint-Étienne ở Bourges)
- Sắp đặt về ánh sáng và màu sắc (nhà thờ Notre-Dame de Chartres)

Những yếu tố về kiến trúc do đó đã được đưa vào phục vụ những nghiên cứu về thẩm mĩ. Chúng đã từng chỉ là những công cụ nghiên cứu. Để nâng chính đường lên cao hơn nữa, cần phải hoàn thiện kỹ thuật của vòm chống; để tăng ánh sáng và làm rỗng các bức tường, việc sử dụng vòm vuốt nhọn đã được áp dụng tốt hơn. Những cột ghép đã đồng nhất hóa không gian và tạo nên một cảm giác khá hợp lý về mặt thể tích.

## Lịch sử
Kiến trúc Gothic xuất hiện ở vùng Île-de-France và Haute Picardie vào thế kỷ XII. Nó nhanh chóng trở nên phổ biến ở phía Bắc sông Loire, kế đến là phía nam sông Loire và châu Âu cho tới giữa thế kỷ XVI; thậm chí là cho tới thế kỷ XVII ở một số ít các quốc gia khác. Kỹ thuật và quan niệm thẩm mỹ của kiến trúc Gothic đã được vĩnh cửu hoá trong kiến trúc Pháp thế kỷ XVI ở một số chi tiết và mẫu tái hiện công trình; và sau đó, khi một trào lưu đổi mới, làn sóng chủ nghĩa lịch sử xuất hiện vào thế kỷ XIX cho tới đầu thế kỷ XX, phong cách này phát triển thành "tân Gothic" (néo-gothique).
Đặc trưng riêng biệt của nó mang cả tính triết học cũng như kiến trúc. Có thể, nó đã cho thấy từ hai góc nhìn này một trong những sự hoàn thiện đầy đủ nhất về mặt nghệ thuật vào thời Trung cổ.
Phong cách Gothic xuất hiện chủ yếu ở vùng Haute Picardie. Nó phát triển trong các thời kỳ: Gothic sơ kỳ (thế kỷ XII), kế đến là Gothic cổ điển (1190 – 1230), tiếp sau đó là Gothic ánh sáng (khoảng 1230 - khoảng 1350), và cuối cùng là Gothic rực cháy (thế kỷ XV-XVI). Vào giai đoạn phục hưng, phong cách Gothic vẫn phát triển ở Pháp nhưng có sự pha trộn giữa kiến trúc Gothic và phong cách trang trí thời Phục hưng (nhà thờ Saint-Étienne du Mont ở Paris).
Kiến trúc này lan rộng chủ yếu ở vùng Tây Âu và dần suy tàn ở nhiều vùng: Gothic Angers, Normandie,…
1. Gothique primitif: tạm dịch là Gothic sơ kỳ
2. Gothique classique: tạm dịch là Gothic cổ điển
3. Gothique rayonnant: tạm dịch là Gothic ánh sáng do đặc trưng của giai đoạn này là các cửa sổ rất lớn.
4. Gothique flamboyant: tạm dịch là Gothic rực cháy do đặc trưng của giai đoạn này là những hoạ tiết trang trí mảnh và mềm mại như ngọn lửa.

### Giai đoạn tiền Gothic
Từ cuối thế kỷ X, các nhà thờ được xây dựng theo phong cách Romanesque giống như ở phần lớn của Tây Âu: các chính đường được phủ bởi một đỉnh vòm dạng nôi; tường dày và được bảo vệ bởi cột ốp dày ở phía ngoài. Số lượng và diện tích các cửa sổ bị hạn chế và bên trong các tòa kiến trúc thường được trang trí bởi các bức tranh tường với màu sắc sống động.
Các sử gia nghệ thuật hiện nay có xu hướng làm giảm bớt sự đoạn tuyệt giữa phong cách Gothic và Romanesque qua việc chứng minh rằng kiến trúc Gothic không hoàn toàn quên đi sự thừa kế nghệ thuật cổ đại. Các nhà điêu khắc và kiến trúc sư vẫn thường lấy cảm hứng từ những phương pháp xây dựng La Mã.

### Gothic sơ kỳ
Mặc dù những yếu tố kỹ thuật được sử dụng bởi các nghệ nhân thời đó đã tồn tại từ nhiều thế kỷ trước, nhưng việc xây dựng nhà thờ Saint-Denis và nhà thờ lớn Saint-Étienne ở Sens mới được coi là những dấu mốc đầu tiên trong sự hình thành quan niệm thẩm mĩ Gothic trong lĩnh vực kiến trúc.
Những công trình Gothic đầu tiên xuất hiện vào khoảng những năm 1130-1150 ở vùng Ile-de-France và nhất là ở Picardie. Vào giai đoạn này, sự gia tăng dân số đòi hỏi kích thước các công trình tôn giáo cũng phải tăng theo. Tôn giáo, tín ngưỡng là sự cấu thành chủ yếu trong cuộc sống những người mộ đạo. Sự lan truyền của các tiến bộ về kỹ thuật khiến cho công việc có kết quả tốt. Cuối cùng, các thành phố và thương mại phát triển, đó là lý do làm xuất hiện một bộ phận tư sản giàu có.

#### Những công trình đầu tiên
Dù được công nhận vào năm 1163 nhưng công việc xây dựng nhà thờ Saint-Étienne ở Sens đã bắt đầu vào năm 1135 và khiến nó được công nhận là nhà thờ theo kiến trúc Gothic đầu tiên.
Tại nhà thờ Notre-Dame ở Morienval đã xuất hiện vài nét của kiến trúc Gothic. Tuy nó xuất hiện trước tu viện Saint-Denis nhưng nó vẫn còn là một trong những công trình tôn giáo ở giai đoạn cuối của việc xóa bỏ một cách rõ rệt kiến trúc Romanesque.
Đan viện dòng Biển Đức ở Saint-Denis là một công trình tráng lệ và đặc sắc, tất cả là nhờ vào những hoạt động của Suger, trưởng tu viện từ năm 1122 đến 1151. Ông mong muốn tu tạo lại nhà thờ cũ từ thời Charlemagne này nhằm nhấn mạnh thêm giá trị của những thánh tích của thánh Denis: để làm điều này, ông hi vọng có thể nâng chiều cao cũng như các khung cửa cho phép ánh sáng lọt qua.
Suger quyết định hoàn thành việc xây dựng tu viện mới của mình qua việc áp dụng phong cách mới sử dụng trong nhà thờ Saint-Étienne ở Sens. Năm 1140, ông cho xây dựng mặt phía tây theo kiểu harmonique (harmonique: hòa hợp), lấy cảm hứng từ những mẫu của Normandie ở giai đoạn kiến trúc Romanesque, giống tu viện Saint-Étienne ở Caen đã cho thấy một ví dụ đẹp về mặt tiền kiểu harmonique của Normandie, đoạn tuyệt với những khối thô kệch của thời Charlemagne. Năm 1144, việc hoàn thành cung thánh của nhà thờ công giáo đã đánh dấu sự lên ngôi của một kiến trúc mới. Áp dụng lại nguyên tắc từ hành lang quanh chính đường tới nhà nguyện và gấp đôi nó lên, ông đã cải tiến nó qua việc chọn giải pháp đặt kế nhau các nhà nguyện mà trước kia vẫn bị cô lập và ngăn chúng bằng một tường ốp đơn giản. Mỗi nhà nguyện đều chứa những khung cửa đôi có trang bị kính màu lọc ánh sáng. Vòm cũng được áp dụng kỹ thuật đan chéo các gân cung, cho phép phân bố lực lên các cột đều hơn.
Tác phẩm Gothic đầu tiên xuất hiện nhiều trong nửa sau thế kỷ XII ở phía Bắc nước Pháp. Những giáo sĩ tự do lập tức bị thu hút bởi vẻ tráng lệ của một kiến trúc mới. Saint-Denis chuyển sang thời Gothic sơ kỳ: tuy nhiên, kiến trúc quá táo bạo này không được hiểu cũng như chấp nhận ngay (mặt tiền theo kiểu "harmonique", hành lang đôi, vòm cung nhọn). Nhà thờ Saint-Étienne ở Sens là một ví dụ khác về công trình đi tiên phong cho bước phát triển này nhưng có phần kém táo bạo hơn Saint-Denis: sự xen kẽ các cột chống (cột lớn/nhỏ), vòm chia 6 phần, tường vẫn còn dày - việc sử dụng những vòm chống chỉ bắt đầu phổ biến khi bước sang giai đoạn Gothic cổ điển (mặc dù sự xuất hiện đầu tiên của nó được công nhận là vào thập niên 1150 ở Saint-Germain-des-Prés). Tuy nhiên người ta có thể nhận thấy những tiến bộ như việc xóa bỏ hành lang ngang (tạo với hành lang ở chính đường thành hình thập giá – "transept"), khiến không gian trở nên hợp nhất và lượng ánh sáng thêm dồi dào. Những thay đổi ở Sens được chấp nhận nhiều hơn ở Saint-Denis. Nhà thờ Sens nhận được nhiều phản hồi và nhiều tòa kiến trúc khác cũng nhanh chóng hưởng ứng ví dụ này, như ở phía Bắc sông Loire chẳng hạn. Nhà thờ Laon vẫn mang một dáng vẻ hơi "lỗi thời" qua việc giữ nguyên đài ngồi được nâng cao tới 4 tầng.

### Gothic cổ điển
Gothic cổ điển (tiếng Anh: High Gothic) tương ứng với giai đoạn phát triển hoàn toàn và cân bằng hình dạng (cuối thế kỷ XII đến khoảng năm 1230). Người ta xây dựng gần như tất cả các nhà thờ lớn hơn: Reims, Bourges, Amiens, etc. Một số nhà thờ được xây dựng hoặc tu sửa trong các thành phố và làng mạc; hoặc là ở các tu viện, người ta tính đến việc áp dụng những nguyên lý mới ngay từ cuối thế kỷ XII. Trong các nhà thờ, cách trang trí được đơn giản hóa. Kiến trúc được tương đồng hóa: người ta từ bỏ ý tưởng xây dựng các cột xen kẽ đã từng được đánh giá cao ở Sens.
Kiến trúc Gothic hoàng gia dưới triều Capé đã tìm thấy những yếu tố cổ điển nhất. Trong gia đoạn này, người ta bắt đầu biết đến tên tuổi các kiến trúc sư, đặc biệt là nhờ những mê cung (Reims). Công việc xây dựng được hợp lý hóa. Đá được vào một chuẩn nhất định. Công trình mở đầu cho thời kỳ này là Chartres, một dự án đầy tham vọng với việc nâng chiều cao thêm tới 3 tầng được thực hiện khả thi nhờ có sự hoàn thiện của các mố đỡ. Sự hoàn thiện các vòm chống cho phép xóa bỏ các đài ngồi mà trước giờ vẫn giữ vai trò này. Các quốc gia châu Âu khác bắt đầu quan tâm tới kiểu kiến trúc mới này (Cantorbéry, Salisbury,etc).

### Gothic ánh sáng
Thêm lần nữa, phong cách này lại được sinh ra tại Saint-Denis với việc làm gọn những phần cao của cung thánh thuộc tu viện vào năm 1231. Nó được công nhận thực sự vào năm 1240; các công trình đang trong quá trình xây dựng lập tức chú ý đến "mốt" mới này và thay đổi đôi chỗ trên bản thiết kế. Gothic ánh sáng phát triền từng bước cho tới khoảng năm 1350 và lan rộng ra khắp châu Âu với một số điểm đồng nhất. Các kiến trúc sư người Pháp thậm chí đã thi công ở Chypre và Hungari.
Các nhà thờ trở nên ngày càng cao. Trên phương diện kỹ thuật, việc sử dụng khung bằng đá đã cho phép các tòa nhà có diện tích rộng và cửa sổ lớn đến thế.
Các cửa sổ ngày càng được mở rộng, tới mức choán hết cả bức tường: những cột trong bộ xương cửa được dựng bằng đá; phần còn lại là thủy tinh, cho phép ánh sáng lọt qua. Bề mặt chiếu sáng vẫn tiếp tục được tăng nhờ sự xuất hiện của một hành lang phía trên chính đường (triforium) có đoạn được trổ thủng như ở Châlons. Ở Metz, bề mặt kính đạt tới 6496m². Các cửa sổ, thêm vào đó, còn được trang trí bởi những họa tiết viền mảnh hết sức tinh tế nhưng không làm cản trở ánh sáng. Cửa sổ hoa hồng (Rosace) được sử dụng rất nhiều trước kia, trở thành một yếu tố không thể thiếu trong trang trí (nhà thờ Đức bà Paris, hành lang thập giá - transept; mặt tiền nhà thời Strasbourg).
Người ta đã ghi nhận một sự nhất quán về mặt không gian: các cột đều được đồng nhất; nhiều nhà nguyện ở hai bên sườn cũng cho phép tăng không gian của nhà thời.
Cột trụ là thứ thường được ghép nhiều nhất, có nghĩa là xung quanh được bao bởi nhiều cột nhỏ ghép lại tạo thành cụm. Tương phản với xu hướng cột ghép, có một nhóm các nhà thờ chọn cột trụ là khối trụ, theo mô phỏng của nhà thờ Saint-Étienne ở Châlons.